# Agostino Vallini
Agostino Vallini   (Poli, 17 d'abril de 1940) és un cardenal catòlic italià elevat al Col·legi de Cardenals el 2006 que va servir com a Vicari General de Roma des de 2008 fins a 2017.

## Biografia
Agostino Vallini va néixer a Poli, prop de Roma, però la seva família es traslladà a Barra, prop de Nàpols, quan encara era un nen. Estudià al seminari major arquebisbal de Nàpols i teologia al campus S. Tommaso d'Aquino de la Facultat del Mezzogiorno, obtenint la llicenciatura en teologia. Vallini també estudià a la Pontifícia Universitat Lateranense de Roma, doctorant-se en dret civil i canònic, amb una tesi sobre el nou Codi de Dret Canònic.
Va ser ordenat prevere pel bisbe Vittorio Longo el 19 de juliol de 1964. Llavors passà a ensenyar dret canònic a la seva alma mater, la Facultat del Mezzogiorno italià. Entre 1971 i 1978 ensenyà dret eclesiàstic a la Universitat Laterana, on també serví com a conseller de la Federació d'Universitats Catòliques Italianes, el moviment Seguimi i la Unió de Superiors Majors Religiosos d'Itàlia. Posteriorment esdevingué Rector del Seminari Major Arquebisbal de Nàpols, càrrec que ocuparia fins al 1987, i Conciliari Regional d'Acció Catòlica. En abandonar el seminari esdevingué Degà del campus S. Tommaso d'Aquino, on continuà ensenyant.
El 23 de març de 1989 Vallini va ser nomenat bisbe auxiliar de Nàpols i bisbe titular de Tortiboli pel Papa Joan Pau II. Va rebre la seva consagració episcopal el 13 de maig següent a la catedral de Nàpols de mans del cardenal Michele Giordano, amb els arquebisbes servint Luigi Diligenza i Antonio Ambrosanio com a co-consagradors. Vallini va ser nomenat bisbe titular d'Albano el 13 de novembre de 1999. El 27 de maig de 2004 va ser nomenat Prefecte del Tribunal Suprem de la Signatura Apostòlica, més conegut com la Signatura Apostòlica, dimitint de la seu d'Albano. Com a Prefecte de la Signatura, serví com la màxima autoritat judicial després del Papa a l'Església.
En morir Joan Pau II el 2 d'abril de 2005, Vallini i tots els alts funcionaris de la Santa Seu, d'acord amb el costum, automàticament van perdre els seus càrrecs. Va ser confirmat com a Prefecte de la Signatura Apostòlica pel Papa Benet XVI el 21 d'abril següent. El Papa Benet el creà cardenal diaca de S. Pier Damiani ai Monti di S. Paolo al consistori del 24 de març de 2006.
Vallini va ser nomenat Vicari General de Sa Santedat per la Diòcesi de Roma el 27 de juny de 2008, succeint a Camillo Ruini. Com a Vicari General té cura de la diòcesi de Roma en nom del papa, a més de ser l'arxipreste de la basílica de Sant Joan del Laterà i Gran Canceller de la Pontifícia Universitat Lateranense. El 2008 el cardenal Vallini va rebre la Gran Creu de l'orde al Mèrit de la República Italiana.
El 24 de febrer de 2009 va ser promogut a l'orde de cardenal prevere, amb la seva diaconia sent elevada pro hac vice al títol.
A més de la seva tasca com a Vicari General, el cardenal Vallini serveix com a membre de les congregacions per a les Causes dels Sants, per als Bisbes, per a la Vida Consagrada i Vida Apostòlica i per a l'Evangelització dels pobles. També serveix als Consells Pontificis pels Textos Legislatius i a l'Administració del Patrimoni de la Seu Apostòlica i al Consell de Cardenals per l'Estudi i Organització i Afers Econòmics de la Santa Seu. Mantindrà aquests càrrecs fins al seu 80è aniversari.
El 18 de setembre de 2012 el cardenal Vallini va ser nomenat pel Papa Benet XVI per servir com un dels Pares Sinodals nomenats pel Papa per la 13a Assemblea General Ordinària del Sínode de Bisbes per a la Nova Evangelització.
El 8 de març de 2014 va ser nomenat pel Papa Francesc per servir com un dels cardenals membres del nou Consell d'Afers Econòmics, que supervisarà la tasca del nou Secretariat d'Economia, una agència que tindrà autoritat reguladora financera sobre tots els departaments de la Cúria Pontifícia.

## Opinions

### SIDA i contracepció
«Distribuir condons a les escoles en el context de combatre la SIDA trivialitza la sexualitat i l'educació i s'ha de lluitar mitjançant pares preocupats», segons afirmà el cardenal Vallini. En una declaració oficial, respongué a la decisió de les autoritats civils de la província de Roma en permetre la distribució de condons a les màquines de venda als instituts.

## Honors
Gran Creu de l'orde al Mèrit de la República Italiana - 2008
 Balí Gran Creu de Cavaller de Justícia del Sacre Orde Militar Constantinià de Sant Jordi - 24 de març de 2006
 Balí Gran Creu d'Honor i Devoció de l'Orde de Malta - 25 de maig de 2006